# Puerto deportivo de Cala Rajada

Contraseña de la provincia marítima de Mallorca a la que pertenece.

El Puerto deportivo de Cala Rajada es una infraestructura portuaria dependiente del Gobierno de las Islas Baleares. Está ubicado en el municipio de Capdepera, en la costa noreste de la isla de Mallorca, España. Dispone de 85 amarres en la parte de gestión directa y de 130 amarres gestionados por el Club Náutico de Cala Rajada.

## Historia
Tradicionalmente existía en el paraje un pequeño núcleo de pescadores que utilizaban unas modestas instalaciones portuarias. Básicamente eran un pequeño muelle y una rampa empedrada para varadero, al abrigo natural de la propia cala, notoriamente insuficiente, pero siendo la flota de cierta entidad se estudia en 1917 su calificación como puerto de refugio conforme a la Ley de 1912, y tras largas dilaciones, se redacta un anteproyecto en 1922 y se incluye entre los puertos de refugio en la clasificación de 1926, que conserva posteriormente. Ello dio a lugar a que, al implantarse la Administración institucional en los puertos por el estado, se proyectase un puerto de refugio para embarcaciones menores en 1930, cuya construcción se inició en 1932, pero por oposición del dueño de la cantera y por las vicisitudes bélicas acontecidas entre 1936 y 1939 no prosperó. 
Redactado un nuevo proyecto de refugio para embarcaciones pesqueras en la ensenada de Cala Rajada, en 1940, y tras rescindirse en 1937 el contrato de las obras anteriores, comienzo una nueva etapa con grandes vicisitudes, en las que se produjeron dos reformas del proyecto, siendo el elemento más destacable el gran temporal producido en noviembre de 1945, que destruyó gran parte de las obras con un boquete de 25m. en el nuevo espaldón, por lo que se terminó con retraso en 1949. 
Posteriormente prosiguieron grandes mejoras en los muelles de rivera e infraestructuras terrestres hasta que, en 1964 se inició la expansión del puerto con el nuevo dique reflejante a continuación del existente rompeolas, todo ello unido a una constante actuación sobre los bloques y defensas por ser uno de los puertos más castigados por los temporales. 
En cuanto al club, fue fundado en 1975, ya antes sus promotores habían iniciado las pertinentes actuaciones, iniciadas en 1971, para llevar a cabo unos muelles de ribera con pantalanes y otros servicios en un edificio ajeno a la zona de servicio del puerto. Por Orden Ministerial de 25 de enero de 1974 se autorizan estas obras que adoptan una forma y disposición en términos generales mantenida hasta la actualidad. Este puerto se dedica únicamente a las actividades náutico deportivo recreativas.

## Accesibilidad
Está situado cerca de la carretera Ma – 15, por la que se llega a Capdepera y donde se pueden tomar los desvíos hacia Palma de Mallorca y Manacor. Además, existen zonas para aparcar en las inmediaciones del puerto, así como el propio aparcamiento que dispone.
Para los peatones el acceso también resulta ser bueno, debido a su cercanía con el núcleo urbano y porque consta de un paseo marítimo propio, y un dique transitable casi en toda su totalidad. Respecto el acceso por mar, cabe destacar que se trata de una zona de ribera rocosa con pequeños acantilados lo que hace que el acceso a ciertas calas sea muy limitado. También hay que tener en cuenta los fuertes temporales de viento que en ocasiones concurren por la zona.

## Relación Puerto - Ciudad
Cabe destacar que el puerto se haya inmerso en el núcleo de la ciudad, lo que hace que tanto puerto como la ciudad estén muy vinculados. Primeramente existe una vinculación económica, ya que el puerto atrae al turismo, y numerosos establecimientos se concentran en sus inmediaciones. Debido a que el puerto está dotado de paseo marítimo propio y dique transitable en toda su totalidad, suele ser frecuente la concentración de gente.

## Relación Puerto - Entorno

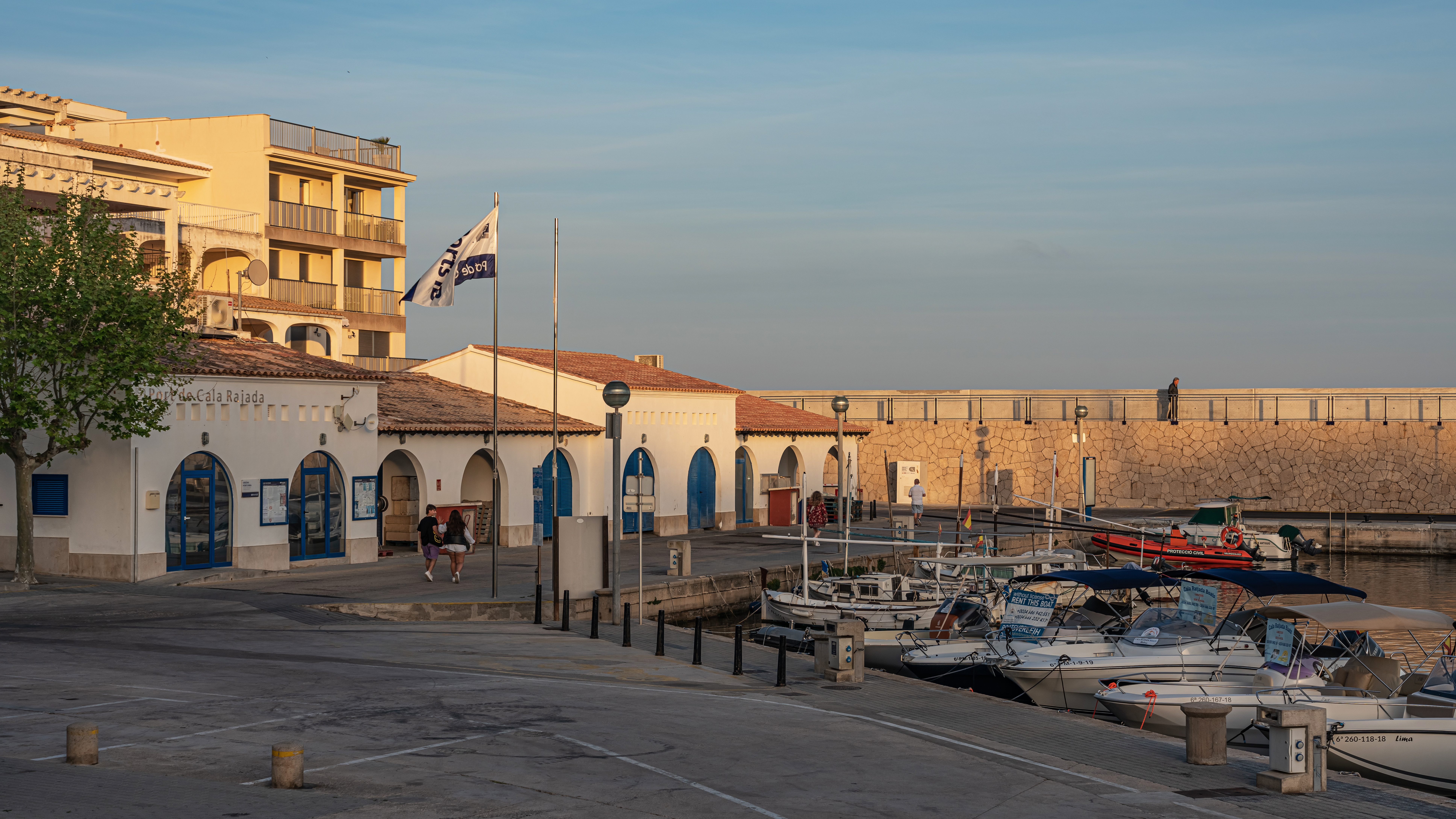
Vista de la lonja.

### De Cala Bona a Cala Rajada
Su costa es de naturaleza muy variada, con grandes y extensas zonas de ribera costera y también apreciables playas. Al principio es de baja costa hasta alcanzar la zona montañosa de Son Jordi, cuyo núcleo constituye el “Área Natural Muntanyes de Son Jordi”. Esta no es la única zona natural de gran interés, sino que se suceden Varias: “Área Natural del Torrent de Canyamel”, “Área Natural de´s Cap de Vermell”, donde se encuentran las cuevas de Artá, y el “Área Natural de de´s Puig Aguer” 
Predominan en este tramo los fondos de alga con grandes claros de arena de menor medida en las inmediaciones de la costa, con lo que se puede anclar con seguridad. La costa es relativamente limpia, sin ningún islote o carente de escollos. Casi todo el tramo es idóneo para fondear menos pequeñas zonas a causa de una salida de cables submarinos en cala Mesquida.

### De Cala Rajada a la Colonia de San Pedro
La zona es generalmente de naturaleza boscosa, muy recortada, con gran variedad en sus alturas. Aunque predomina el tramo motañoso no faltan playas. Es uno de los recorrisdos costeros donde prevalece casi en su totalidad la condición de área natura. Así, al abandonar el puerto de Cala Rajada se recorre el litoral de“ Área Natural de Punta Capdepera”, de gran interés medioambiental. También destacan el “Área natural de Cala Mesquida- Cala Agulla” y las denominadas  "Muntayes de Artá", con numerosas vistas panorámicas a lo largo del recorrido. 
Salvo frente a las playas y en algunos reducidos puntos localizados junto a la ribera con grava y arena, el fondo está constituido por roca, que en gran parte alcanza a la propia ribera. Predominan en el interior de las bahías algunas praderas de poseidonia. En esta recortada costa se encuentran algunos islotes y diversos escollos y arrecifes, destacando los de Vells Marins Baixos y Punta des Barracar.

## Información Técnica

### Tipología del Puerto
La infraestructura básica queda constituida por un dique de abrigo en su espigón interior, antiguo morro del primer dique, y los muelles de ribera que comparten las embarcaciones pesqueras con las de recreo. La ribera oeste se encuentra en parte ocupada por la rampa varadero y las instalaciones del club náutico. Para la localización de la bocana, durante el día, es útil observar el fondoso bosque que cubre la ladera del cabo de Capdepera, en cuyo extremo Sur de su ribera, ya frente al propio caserío, se observa el espaldón del dique de abrigo, con su baliza en el morro, una torreta verde sobre la caseta blanca y triángulo verde. Durante la noche es también utilizable esta baliza, que como señala el Libro de Faros en su señal n.º 33400, tiene una apariencia de destellos verdes. En cualquier ruta que se siga para recalar en este puerto es útil durante la noche, navegando a alta mar, ver el faro de Capdepera ubicado en el faro de este nombre.
- Diques: Dique vertical a continuación del dique mixto, unido a una constante actuación de bloques o defensas.

- Pantalanes: Dos pantalanes de pilas de pilas de hormigón

- Amarres: Amarres de anilla, bolardos de acero y bolardos de piedra.